# Gmina Luunja
Gmina Luunja (est. Luunja vald) – gmina wiejska w Estonii, w prowincji Tartu.
W skład gminy wchodzi:
- 1 miasto: Luunja,
- 20 wsi: Kabina, Kakumetsa, Kavastu, Kikaste, Kõivu, Lohkva, Muri, Pajukurmu, Pilka, Poksi, Põvvatu, Rõõmu, Sava, Savikoja, Sirgu, Sirgumetsa, Sääsekõrva, Sääsküla, Veibri, Viira.